# قيقب درعي
القيقب الدرعي نوع نباتي ينتمي إلى جنس القيقب من الفصيلة الصابونية.